# Hugo Hamilton (1900–1982)
Hugo Malcolm Gilbert Hamilton, född den 12 september 1900 i Husaby församling, Skaraborgs län, död där den 23 juni 1982, var en svensk greve och godsägare. Han var son till Gilbert Hamilton.
Hamilton avlade studentexamen i Skara 1919, studerade vid Handelshögskolan i Stockholm 1922–1923 och genomgick därefter lantbruksutbildning. Han blev fänrik i Livregementets husarers reserv 1921, löjtnant 1928, ryttmästare 1941 och beviljades avsked 1947. Hamilton var förvaltare av Blombergs säteri 1929–1945. Han ägde Blombergs säteri och Martorps gård från 1945. Hamilton var ordförande i kommunalnämnden 1936–1956 och av kommunalfullmäktige 1944–1951. Han blev nämndeman 1936 och häradsdomare 1961. Hamilton var ordförande i Västergötlands betodlareförening 1941–1956 och i Svenska handelsbankens lokalstyrelse i Lidköping 1945–1970. Han blev riddare av Vasaorden 1951. Hamilton vilar på Husaby kyrkogård.